# Windegg
Windegg är en bergstopp i Österrike.   Den ligger i distriktet Innsbruck-Land och förbundslandet Tyrolen, i den västra delen av landet, 400 km väster om huvudstaden Wien. Toppen på Windegg är 2 566 meter över havet, eller 152 meter över den omgivande terrängen. Bredden vid basen är 1,1 km.
Terrängen runt Windegg är huvudsakligen mycket bergig. Runt Windegg är det ganska tätbefolkat, med 80 invånare per kvadratkilometer.. Närmaste större samhälle är Innsbruck, 18,7 km nordost om Windegg. 
I omgivningarna runt Windegg växer i huvudsak barrskog.